# 美國職棒大聯盟最有價值球員獎
美國職棒大聯盟最有價值球員獎（MLB Most Valuable Player Award）是美國職棒大聯盟的球員個人年度獎項之一。有權決定這個獎項該頒發給誰的單位在歷史上換過好幾次，不過從1930年代之後，都是由全美棒球記者協會所負責。
棒球運動裡的「最有價值球員」，不論是在業餘或者是職業界，傳統上都是每年票選一次，選出這個年度在聯盟裡對自己所屬球隊貢獻最大的球員。這裡有一份1999年美國聯盟最有價值球員獎的投票過程介紹。評審委員們採用一種稱為「博達計計數法的加權投票方式。也就是每個人可以選出自己心目中的一、二、三名，每個候選人再根據所得到的各名次的票數加權計算總得分。

## 查莫獎（Chalmers Award，1911年至1914年）
在1910年，查莫汽車公司（Chalmers Automobile Company）決定要 各頒發一輛汽車給美聯與國聯裡打擊率最高的球員。這在美聯導致一件爭議的產生：進入球季的最後一天，泰·柯布和納普·拉傑威兩人並列第一。拉傑威與克夫蘭印地安人即將與聖路易布朗進行二連戰。而對手聖路易布朗故意將內野防守圈加大，讓拉傑威在兩場比賽裡用觸擊的方式總共擊出七支一壘安打，進而贏得這項頭銜。為了化解排山倒海而來的抗議，汽車公司決定兩個人各發一輛汽車（至於那一年誰才是打擊王，到現在還是一項爭議）。
從1911年開始，查莫汽車公司覺得光看打擊率對於這個獎項似乎不大足夠。所以查莫獎成為第一個評斷球員對球隊整體的貢獻度的獎項，也因此這個獎命名為「最有價值」而不是「年度最佳」。這個名稱一直沿用到現在。
| 年份   | 美國聯盟                           | 國家聯盟                            |
| ------ | ---------------------------------- | ----------------------------------- |
| 1911年 | 泰·柯布 ，底特律老虎，外野手       | 法蘭克·舒爾特 ，芝加哥小熊，外野手  |
| 1912年 | 特里斯·史畢克 ，波士頓紅襪，外野手 | Larry Doyle ，紐約巨人，二壘手      |
| 1913年 | 華特·強森 ，華盛頓參議員，投手     | Jake Daubert ，布魯克林道奇，一壘手 |
| 1914年 | 艾迪·柯林斯 ，費城運動家，二壘手   | 強尼·艾佛斯 ，波士頓勇士，二壘手    |

## 聯盟獎（1922年至1929年）
從1920年代開始，由聯盟負責頒發最有價值球員獎，不過卻規定每一隊只有一名候選人。這也導致1922年與1923年國聯的這個獎項從缺。每一位球員只能得一次聯盟獎，這也導致一些奇怪的結果，例如貝比·魯斯在1927年球季的進攻表現是聯盟史上最佳，但是卻不能再得一次這個獎。後來這個規定總算是取消，第一個受惠的是1929年的Rogers Hornsby。
| 年份   | 美國聯盟                             | 國家聯盟                         |
| ------ | ------------------------------------ | -------------------------------- |
| 1922年 | 喬治·希斯勒 ，聖路易布朗，一壘手     | —                                |
| 1923年 | 貝比·魯斯 ，紐約洋基，外野手         | —                                |
| 1924年 | 華特·強森 ，華盛頓參議員，投手       | 達齊·凡斯 ，布魯克林道奇，投手   |
| 1925年 | 羅傑·派金博 ，華盛頓參議員，游擊手   | 羅傑·霍斯比 ，聖路易紅雀，二壘手 |
| 1926年 | 喬治·伯恩斯 ，克夫蘭印地安人，一壘手 | Bob O'Farrell ，聖路易紅雀，捕手 |
| 1927年 | 盧·賈里格 ，紐約洋基，一壘手         | 保羅·華納 ，匹茲堡海盜，外野手   |
| 1928年 | 米奇·寇克蘭 ，費城運動家，捕手       | 吉姆·巴頓里 ，聖路易紅雀，一壘手 |
| 1929年 | —                                    | 羅傑·霍斯比 ，芝加哥小熊，二壘手 |

## 全美棒球記者協會獎（1931年至今）
從1931年開始，最有價值球員獎由全美棒球記者協會負責評審與頒發。
在1956年，大聯盟第一次頒發賽揚獎給全聯盟最好的投手（1967年之後才變成兩個聯盟各選一名）。此後，一般認為最有價值球員獎應該是屬於其他球員的，原因有兩個：第一個是投手已經有專屬的賽揚獎了；第二個則是投手不像其他球員，能夠每天都出賽，所以對球隊來說，「價值」較低。不過偶爾還是會有投手贏得這個獎項，而且現行的規則也規定投手也可列入候選名單。1971年之後，只有七名投手獲得最有價值球員獎。最後一位是2014年的克萊頓·克蕭，他也獲得該年度國聯的賽揚獎。
| 年份   | 美國聯盟                                | 國家聯盟                                                              |
| ------ | --------------------------------------- | --------------------------------------------------------------------- |
| 1931年 | 雷夫提·葛洛夫 ，費城運動家，投手        | 法蘭基·弗里許 ，聖路易紅雀，二壘手                                    |
| 1932年 | 吉米·法克斯 ，費城運動家，一壘手        | 查克·克萊因 ，費城費城人，外野手                                      |
| 1933年 | 吉米·法克斯 ，費城運動家，一壘手        | 卡爾·哈伯爾 ，紐約巨人，投手                                          |
| 1934年 | 米奇·寇克蘭 ，底特律老虎，捕手          | 迪齊·汀恩 ，聖路易紅雀，投手                                          |
| 1935年 | 漢克·格林伯格 †，底特律老虎，一壘手     | 蓋比·哈特奈特 ，芝加哥小熊，捕手                                      |
| 1936年 | 盧·賈里格 ，紐約洋基，一壘手            | 卡爾·哈伯爾 ，紐約巨人，投手                                          |
| 1937年 | 查理·蓋林傑 ，底特律老虎，二壘手        | 喬·梅德威克 ，聖路易紅雀，外野手                                      |
| 1938年 | 吉米·法克斯 ，波士頓紅襪，一壘手        | 厄尼·隆巴迪 ，辛辛那提紅人，捕手                                      |
| 1939年 | 喬·狄馬喬 ，紐約洋基，外野手            | 巴基·瓦特斯 ，辛辛那提紅人，投手                                      |
| 1940年 | 漢克·格林伯格 ，底特律老虎，外野手      | 法蘭克·麥科米克 ，辛辛那提紅人，一壘手                                |
| 1941年 | 喬·狄馬喬 ，紐約洋基，外野手            | 多夫·卡米利 ，布魯克林道奇，一壘手                                    |
| 1942年 | 喬·高登 ，紐約洋基，二壘手              | 摩特·庫珀 ，聖路易紅雀，投手                                          |
| 1943年 | 史巴德·錢德勒 ，紐約洋基，投手          | 斯坦·穆休 ，聖路易紅雀，外野手                                        |
| 1944年 | 哈爾·紐豪瑟 ，底特律老虎，投手          | 馬蒂·馬里昂 ，聖路易紅雀，游擊手                                      |
| 1945年 | 哈爾·紐豪瑟 ，底特律老虎，投手          | 菲爾·卡法瑞塔 ，芝加哥小熊，一壘手                                    |
| 1946年 | 泰德·威廉斯 ，波士頓紅襪，外野手        | 斯坦·穆休 ，聖路易紅雀，一壘手                                        |
| 1947年 | 喬·狄馬喬 ，紐約洋基，外野手            | 鮑伯·艾略特 ，波士頓勇士，三壘手                                      |
| 1948年 | 盧·布德羅 ，克夫蘭印地安人，游擊手      | 斯坦·穆休 ，聖路易紅雀，外野手                                        |
| 1949年 | 泰德·威廉斯 ，波士頓紅襪，外野手        | 傑基·羅賓森 ，布魯克林道奇，二壘手                                    |
| 1950年 | 菲爾·里茲圖 ，紐約洋基，游擊手          | 吉姆·康斯坦提 ，費城費城人，投手                                      |
| 1951年 | 尤吉·貝拉 ，紐約洋基，捕手              | 羅伊·坎潘奈拉 ，布魯克林道奇，捕手                                    |
| 1952年 | 鮑比·尚茨 ，費城運動家，投手            | 漢克·沙奧爾 ，芝加哥小熊，外野手                                      |
| 1953年 | 艾爾·羅森 †，克夫蘭印地安人，三壘手     | 羅伊·坎潘奈拉 ，布魯克林道奇，捕手                                    |
| 1954年 | 尤吉·貝拉 ，紐約洋基，捕手              | 威利·梅斯 ，紐約巨人，外野手                                          |
| 1955年 | 尤吉·貝拉 ，紐約洋基，捕手              | 羅伊·坎潘奈拉 ，布魯克林道奇，捕手                                    |
| 1956年 | 米奇·曼托 †，紐約洋基，外野手           | 唐·紐康伯 ，布魯克林道奇，投手                                        |
| 1957年 | 米奇·曼托 ，紐約洋基，外野手            | 漢克·阿倫 ，密爾瓦基勇士，外野手                                      |
| 1958年 | 傑基·簡森 ，波士頓紅襪，外野手          | 厄尼·班克斯 ，芝加哥小熊，游擊手                                      |
| 1959年 | 內利·法克斯 ，芝加哥白襪，二壘手        | 厄尼·班克斯 ，芝加哥小熊，游擊手                                      |
| 1960年 | 羅傑·馬里斯 ，紐約洋基，外野手          | 迪克·格羅特 ，匹茲堡海盜，游擊手                                      |
| 1961年 | 羅傑·馬里斯 ，紐約洋基，外野手          | 法蘭克·羅賓森 ，辛辛那提紅人，外野手                                  |
| 1962年 | 米奇·曼托 ，紐約洋基，外野手            | 毛利·威爾斯 ，洛杉磯道奇，游擊手                                      |
| 1963年 | 艾爾史東·霍華德 ，紐約洋基，捕手        | 山迪·柯法斯 ，洛杉磯道奇，投手                                        |
| 1964年 | 布魯克斯·羅賓遜 ，巴爾的摩金鶯，三壘手  | 肯·波耶 ，聖路易紅雀，三壘手                                          |
| 1965年 | 索伊洛·韋薩爾斯 ，明尼蘇達雙城，游擊手  | 威利·梅斯 ，舊金山巨人，外野手                                        |
| 1966年 | 法蘭克·羅賓森 †，巴爾的摩金鶯，外野手   | 羅伯托·克萊門特 ，匹茲堡海盜，外野手                                  |
| 1967年 | 卡爾·雅澤姆斯基 ，波士頓紅襪，外野手    | 奧蘭多·塞佩沙 †，聖路易紅雀，一壘手                                   |
| 1968年 | Denny McLain †，底特律老虎，投手        | 鮑勃·吉布森 ，聖路易紅雀，投手                                        |
| 1969年 | 哈蒙·基勒布魯 ，明尼蘇達雙城，三壘手    | 威利·麥考維 ，舊金山巨人，一壘手                                      |
| 1970年 | 布格·波威爾 ，巴爾的摩金鶯，一壘手      | 強尼·班奇 ，辛辛那提紅人，捕手                                        |
| 1971年 | 維達·布魯 ，奧克蘭運動家，投手          | 喬·托瑞 ，聖路易紅雀，三壘手                                          |
| 1972年 | 迪克·艾倫 ，芝加哥白襪，一壘手          | 強尼·班奇 ，辛辛那提紅人，捕手                                        |
| 1973年 | 瑞吉·傑克森 †，奧克蘭運動家，外野手     | 彼得·羅斯 ，辛辛那提紅人，外野手                                      |
| 1974年 | 傑夫·布羅斯 ，德州遊騎兵，外野手        | 史蒂夫·賈維 ，洛杉磯道奇，一壘手                                      |
| 1975年 | 弗瑞德·林恩 ，波士頓紅襪，外野手        | 喬·摩根 ，辛辛那提紅人，二壘手                                        |
| 1976年 | 瑟曼·蒙森 ，紐約洋基，捕手              | 喬·摩根 ，辛辛那提紅人，二壘手                                        |
| 1977年 | 羅德·卡魯 ，明尼蘇達雙城，一壘手        | 喬治·佛斯特 ，辛辛那提紅人，外野手                                    |
| 1978年 | 吉姆·萊斯 ，波士頓紅襪，外野手          | 戴夫·帕克 ，匹茲堡海盜，外野手                                        |
| 1979年 | 唐·貝勒 ，加州天使，外野手/指定打擊     | 基斯·赫南德茲 ，聖路易紅雀，一壘手 威利·史塔格爾 ，匹茲堡海盜，一壘手 |
| 1980年 | 喬治·布列特 ，堪薩斯市皇家，三壘手      | 麥克·舒密特 †，費城費城人，三壘手                                     |
| 1981年 | 羅利·芬格斯 ，密爾瓦基釀酒人，投手      | 麥克·舒密特 ，費城費城人，三壘手                                      |
| 1982年 | 羅賓·楊特 ，密爾瓦基釀酒人，游擊手      | 戴爾·墨菲 ，亞特蘭大勇士，外野手                                      |
| 1983年 | 卡爾·小瑞普肯 ，巴爾的摩金鶯，游擊手    | 戴爾·墨菲 ，亞特蘭大勇士，外野手                                      |
| 1984年 | 威利·赫南德茲 ，底特律老虎，投手        | 雷恩·桑柏格 ，芝加哥小熊，二壘手                                      |
| 1985年 | 唐·馬丁利 ，紐約洋基，一壘手            | 威利·麥基 ，聖路易紅雀，外野手                                        |
| 1986年 | 羅傑·克萊門斯 ，波士頓紅襪，投手        | 麥克·舒密特 ，費城費城人，三壘手                                      |
| 1987年 | 喬治·貝爾 ，多倫多藍鳥，外野手          | 安德烈·道森 ，芝加哥小熊，外野手                                      |
| 1988年 | 荷西·坎塞柯 †，奧克蘭運動家，外野手     | 柯克·吉卜森 ，洛杉磯道奇，外野手                                      |
| 1989年 | 羅賓·楊特 ，密爾瓦基釀酒人，外野手      | 凱文·米歇爾 ，舊金山巨人，外野手                                      |
| 1990年 | 瑞奇·韓德森 ，奧克蘭運動家，外野手      | 貝瑞·邦茲 ，匹茲堡海盜，外野手                                        |
| 1991年 | 卡爾·小瑞普肯 ，巴爾的摩金鶯，游擊手    | 泰瑞·潘德爾頓 ，亞特蘭大勇士，三壘手                                  |
| 1992年 | 丹尼斯·艾克斯利 ，奧克蘭運動家，投手    | 貝瑞·邦茲 ，匹茲堡海盜，外野手                                        |
| 1993年 | 法蘭克·湯瑪斯 †，芝加哥白襪，一壘手     | 貝瑞·邦茲 ，舊金山巨人，外野手                                        |
| 1994年 | 法蘭克·湯瑪斯 ，芝加哥白襪，一壘手      | 傑夫·巴格威爾 †，休士頓太空人，一壘手                                 |
| 1995年 | 摩·沃恩 ，波士頓紅襪，一壘手            | 貝瑞·拉金 ，辛辛那提紅人，游擊手                                      |
| 1996年 | 璜·岡薩雷茲 ，德州遊騎兵，外野手        | 肯·卡米尼堤 †，聖地牙哥教士，三壘手                                   |
| 1997年 | 肯·小葛瑞菲 †，西雅圖水手，外野手       | 賴瑞·沃克 ，科羅拉多落磯，外野手                                      |
| 1998年 | 璜·岡薩雷茲 ，德州遊騎兵，外野手        | 山米·索沙 ，芝加哥小熊，外野手                                        |
| 1999年 | 伊凡·羅德里奎茲 ，德州遊騎兵，捕手      | 奇伯·瓊斯 ，亞特蘭大勇士，三壘手                                      |
| 2000年 | 傑森·吉昂比 ，奧克蘭運動家，一壘手      | 傑夫·肯特 ，舊金山巨人，二壘手                                        |
| 2001年 | 鈴木一朗 ，西雅圖水手，外野手           | 貝瑞·邦茲 ，舊金山巨人，外野手                                        |
| 2002年 | 米格爾·特哈達 ，奧克蘭運動家，游擊手    | 貝瑞·邦茲 ，舊金山巨人，外野手                                        |
| 2003年 | 艾力士·羅德里奎茲 ，德州遊騎兵，游擊手  | 貝瑞·邦茲 ，舊金山巨人，外野手                                        |
| 2004年 | 弗拉迪米爾·葛雷諾 ，安那罕天使，外野手  | 貝瑞·邦茲 ，舊金山巨人，外野手                                        |
| 2005年 | 艾力士·羅德里奎茲 ，紐約洋基，三壘手    | 亞伯特·普荷斯 ，聖路易紅雀，一壘手                                    |
| 2006年 | 賈斯汀·摩爾諾 ，明尼蘇達雙城，一壘手    | 萊恩·霍華德 ，費城費城人，一壘手                                      |
| 2007年 | 艾力士·羅德里奎茲 ，紐約洋基，三壘手    | 吉米·羅林斯 ，費城費城人，游擊手                                      |
| 2008年 | 達斯汀·佩德羅亞 ，波士頓紅襪，二壘手    | 亞伯特·普荷斯 ，聖路易紅雀，一壘手                                    |
| 2009年 | 乔·莫尔 ，明尼苏达双城，捕手            | 亞伯特·普荷斯 †，聖路易紅雀，一壘手                                   |
| 2010年 | 喬許·漢米爾頓 ，德州遊騎兵，外野手      | 喬伊·沃托 ，辛辛那提紅人，一壘手                                      |
| 2011年 | 賈斯丁·韋蘭德 ，底特律老虎，投手        | 萊恩·布勞恩 ，密爾瓦基釀酒人，外野手                                  |
| 2012年 | 米格爾·卡布瑞拉 ，底特律老虎，三壘手    | 巴斯特·波西 ，舊金山巨人，捕手                                        |
| 2013年 | 米格爾·卡布瑞拉 ，底特律老虎，三壘手    | 安德魯·麥卡琴 ，匹茲堡海盜，外野手                                    |
| 2014年 | 麥可·楚奧特 †，洛杉磯安那罕天使，外野手 | 克萊頓·克蕭 ，洛杉磯道奇，投手                                        |
| 2015年 | 賈許·唐納森 ，多倫多藍鳥，三壘手        | 布萊斯·哈波 †，華盛頓國民，外野手                                     |
| 2016年 | 麥可·楚奧特 ，洛杉磯安那罕天使，外野手  | 克里斯·布萊恩 ，芝加哥小熊，三壘手/外野手                             |
| 2017年 | 荷西·奧圖維 ，休士頓太空人，二壘手      | 賈恩卡洛·斯坦頓 ，邁阿密馬林魚，外野手                                |
| 2018年 | 穆奇·貝茲 ，波士頓紅襪，外野手          | 克里斯蒂安·葉力奇 ，密爾瓦基釀酒人，外野手                            |
| 2019年 | 麥可·楚奧特 ，洛杉磯天使，外野手        | 科迪·貝林傑 ，洛杉磯道奇，外野手                                      |
| 2020年 | 荷西·阿布瑞尤 ，芝加哥白襪，一壘手      | 弗萊迪·弗里曼 ，亞特蘭大勇士，一壘手                                  |
| 2021年 | 大谷翔平 †，洛杉磯天使，投手/指定打擊   | 布萊斯·哈波 ，費城費城人，外野手                                      |
| 2022年 | 亞倫·賈吉 ，紐約洋基，外野手            | 保羅·高施密特 ，聖路易紅雀，一壘手                                    |
| 2023年 | 大谷翔平 †，洛杉磯天使，投手/指定打擊   | 小羅納德·阿庫尼亞† ，亞特蘭大勇士，外野手                             |
| 2024年 | 亞倫·賈吉 †，紐約洋基，外野手           | 大谷翔平 †，洛杉磯道奇，指定打擊                                      |

† 表示全體一致通過（獲得所有第一名的票）。